# Fallas de Peñíscola
Las Fallas de Peñíscola fueron una fiesta, basada en las Fallas de Valencia, que se celebró en la localidad española de Peñíscola entre 2003 y 2010, siendo este el último año en el que tuvo lugar.
En los años en los que se celebraron constaban de una sola comisión, denominada Falla Peñíscola y plantaba sus dos monumentos, el grande y el infantil, después de a fiesta de San José, primero a finales de abril y después a principios del mes de mayo. En el año 2008, el monumento principal cayó a tierra debido a un temporal.
El programa de actos de las fallas estaba basado en los celebrados en sus homónimas de Valencia y de Benicarló, población vecina con mayor tradición en la fiesta fallera. Así, entre los actos más simbólicos estaban la plantà, la ofrenda a la Virgen de la Ermitana, las mascletás y el fin de fiesta con la quema de los monumentos o cremà. También representaban la comisión la fallera mayor y la fallera mayor infantil, escogidas anualmente.